# Waldemar Bawołek
Waldemar Bawołek (ur. 1962 w Ciężkowicach) – polski prozaik.

## Życiorys
Uczęszczał do trzech liceów ogólnokształcących: w Bobowej, w Gorlicach i Tuchowie. Absolwent Pomaturalnego Studium Medycznego nr 2 w Krakowie. Pracował jako instruktor higieny w Stacji Sanitarno-Epidemiologicznej w Tarnowie, jako samodzielny referent zaopatrzenia w Zakładach Azotowych w Tarnowie i kierownik piekarni w Gminnej Spółdzielni „Samopomoc Chłopska” w Gromniku, a także jako robotnik gospodarczy Urzędu Gminy Ciężkowice i magazynier w Hurtowni Alkoholi „Magra”.
Laureat konkursu „Nowego Nurtu” i Wydawnictwa Kurpisz oraz Ogólnopolskiego Konkursu Wydawnictwa Zielona Sowa.
Trzykrotnie nominowany do Nagrody Literackiej Gdynia: w 2015 za powieść To co obok, w 2018 za powieść Echo słońca oraz w 2021 za zbiór opowiadań Pomarli. Laureat 16. edycji Nagrody Literackiej Gdynia (2021) w kategorii proza za Pomarłych.
Pomarli przynieśli mu także w 2021 roku nominację do Nagrody Literackiej Nike.
Czterokrotny stypendysta Ministerstwa Kultury i Sztuki.
W 2012 wziął udział w projekcie “Once Upon a Deadline in Translation w Southend”.
Swoje teksty ogłaszał m.in. na łamach „Twórczości”.

## Książki
Powieści:
- Raz dokoła (Księgarnia Akademicka, Kraków 2005, ISBN 83-7188-818-X)
- Humoreska (Ludowa Spółdzielnia Wydawnicza, Warszawa 2012, ISBN 978-83-205-5509-7)
- To co obok (Szczecin–Bezrzecze „Forma” : Fundacja Literatury im. Henryka Berezy, 2014, ISBN 978-83-60881-09-5)
- Echo słońca (Wydawnictwo Czarne, Wołowiec 2017, ISBN 978-83-804-9539-5)
- Bimetal (Państwowy Instytut Wydawniczy, Warszawa 2019, ISBN 978-8366272-03-3)
- Pomarli (Wydawnictwo Czarne, Wołowiec, 2020), ISBN 978-83-8049-972-0.
- Furtka przy dozorcy (Wydawnictwo Nisza, Warszawa 2021, ISBN 978-83-66599-24-6)
- Skrawki dla Iriny (Wydawnictwo Czarne, Wołowiec 2022, ISBN 978-83-8191-522-9)
- Prowincja/Warszawa (Wydawnictwo Nisza, Warszawa 2024, ISBN 978-83-66599-91-8)
- Litania (Wydawnictwo PIW, Warszawa 2025, ISBN 978-83-8196-941-3)

Zbiory opowiadań:
- Delectatio morosa (Państwowy Instytut Wydawniczy, Warszawa 1996, ISBN 83-06-02571-7)
- La petite mort (Wydawnictwo Nisza, Warszawa 2018), ISBN 978-83-627-9582-6.